# فهرست استانداران فارس
این فهرست اسامی استانداران استان فارس، (از سال تشکیل این استان تاکنون) می‌باشد.

## موقعیت جغرافیایی
استان فارس یکی از استان‌های ایران است که در بخش جنوب این کشور واقع شده است. این استان با مساحتی در حدود ۱۲۲٬۶۰۸ کیلومتر مربع، چهارمین استان بزرگ ایران و با جمعیتی معادل ۴٬۸۵۱٬۲۷۴ تن، بر طبق برآورد جمعیتی سال ۱۳۹۵ خورشیدی مرکز آمار ایران، چهارمین استان پرجمعیت ایران به‌شمار می‌رود. براساس تقسیمات کشوری سال ۱۳۹۹ خورشیدی، استان فارس به ۳۶ شهرستان، ۹۴ بخش و ۱۱۴ شهر تقسیم شده است. مرکز استان فارس، کلانشهر شیراز است.

## فهرست

### پهلوی
| نام                           | شروع            | پایان           | نخست‌وزیر       |
| ----------------------------- | --------------- | --------------- | -------------- |
| محمد مصدق                     | ۱۹ مهر ۱۲۹۹     | ۲ فروردین ۱۳۰۰  |                |
| ابوالفتح دولتشاهی             |                 | ۱۳۱۶            |                |
| محمدابراهیم علم               | ۱۷ شهریور ۱۳۱۶  | ۱۳۱۷            |                |
| ابوالحسن پیرنیا               | ۱۳۱۷            | ۱۳ آذر ۱۳۱۸     |                |
| سید مهدی فرخ                  | ۱۸ تیر ۱۳۱۹     | ۱۸ شهریور ۱۳۲۰  |                |
| سرتیپ محمدحسین عمیدی          | ۱۸ شهریور ۱۳۲۰  | ۱۴ مهر ۱۳۲۰     |                |
| اسدالله شمس ملک‌آرا            | ۱۴ مهر ۱۳۲۰     | ؟               |                |
| ابراهیم قوام                  | ۱۳۲۰            | ۱۳۲۰            |                |
| محمدابراهیم علم               | ۱۳۲۰            | ۱۳۲۳            |                |
| سرتیپ محمدحسین فیروز          | خرداد ۱۳۲۳      | ۹ شهریور ۱۳۲۳   |                |
| سید مهدی فرخ                  | ۲۰ آذر ۱۳۲۴     | ۲۶ بهمن ۱۳۲۴    |                |
| مهدی مشیر فاطمی               | ۲۹ اسفند ۱۳۲۴   | ۳۰ شهریور ۱۳۲۵  | احمد قوام      |
| سرلشکر فضل‌الله زاهدی (سرپرست) | ۳۰ شهریور ۱۳۲۵  | آبان ۱۳۲۵       | احمد قوام      |
| جواد بوشهری                   | ۱۳ آبان ۱۳۲۵    | ۹ دی ۱۳۲۵       | احمد قوام      |
| مهدی مشیر فاطمی               | ۹ دی ۱۳۲۵       | ۲۰ فروردین ۱۳۲۶ | احمد قوام      |
| عبدالحسین صدری                | ۲۰ فروردین ۱۳۲۶ | فروردین ۱۳۲۷    |                |
| امان‌الله عزالممالک اردلان     | ۱۵ فروردین ۱۳۲۷ | ۴ اردیبهشت ۱۳۲۹ |                |
| عباسقلی گلشائیان              | اردیبهشت ۱۳۲۹   | ۱۳۳۰            |                |
| حسنعلی کمال هدایت             | ۳ شهریور ۱۳۳۰   |                 |                |
| مصطفی‌قلی رام                  | ۱۳۳۰            | ۱۳۳۱            |                |
| محمدعلی وارسته                | ۱۱ مرداد ۱۳۳۱   | ۱۸ خرداد ۱۳۳۲   |                |
| صبار فرمانفرمائیان            | ۱۸ خرداد ۱۳۳۲   | تابستان ۱۳۳۲    |                |
| سپهبد محمد نخجوان             | تابستان ۱۳۳۲    | ۲۹ مرداد ۱۳۳۲   |                |
| علی هیئت                      | ۲۹ مرداد ۱۳۳۲   | آبان ۱۳۳۲       |                |
| سرلشکر عباس گرزن              | ۲۳ دی ۱۳۳۲      | اسفند ۱۳۳۲      |                |
| سرتیپ سیف‌الله همت             | ۱۶ اسفند ۱۳۳۲   | ۱۳۳۴            |                |
| عباسقلی گلشائیان              | ۱۳۳۴            | ۱۳۳۶            |                |
| نصرالله فاطمی                 | ۱۳۳۶            | ۱۳۴۱            |                |
| سپهبد کریم ورهرام             | ۱۳۴۱            | تیر ۱۳۴۲        |                |
| ناصر صدر تبریزی               | ۱ خرداد ۱۳۴۶    | ۴ دی ۱۳۴۷       | امیرعباس هویدا |
| نظام‌الدین طه                  | ۴ دی ۱۳۴۷       |                 | امیرعباس هویدا |
| منوچهر پیروز                  | ۱ تیر ۱۳۵۰      | ۱۳۵۶            | امیرعباس هویدا |
| منوچهر آزمون                  | ۱۳۵۶            |                 | جمشید آموزگار  |

### جمهوری اسلامی ایران
| نام                     | شروع            | پایان            | دوره نخست‌وزیری یا ریاست‌جمهوری      |
| ----------------------- | --------------- | ---------------- | ---------------------------------- |
| نصرت‌الله امینی          |                 |                  | مهدی بازرگان                       |
| احمد مدرسی‌زاده(سرپرست)  | ۸ خرداد ۱۳۵۸    | ۳ تیر ۱۳۵۸       | شورای انقلاب                       |
| علی دانش منفرد          | ۳ تیر ۱۳۵۸      | ۲۰ اردیبهشت ۱۳۵۹ | ابوالحسن بنی‌صدر                    |
| محمدنبی حبیبی           | ۲۰ خرداد ۱۳۵۹   | ۱۵ شهریور ۱۳۶۰   |                                    |
| عباس نصیریان(سرپرست)    | ۲۰ شهریور ۱۳۶۰  |                  | سید علی خامنه‌ای                    |
| نعمت‌الله تقاء           | مهر ۱۳۶۰        | ۲۸ تیر ۱۳۶۳      | سید علی خامنه‌ای                    |
| حسین نقره کار شیرازی    | ۲۸ تیر ۱۳۶۳     | ۲۵ خرداد ۱۳۶۵    | سید علی خامنه‌ای                    |
| محمدجعفر نجفی علمی      | ۲۵ خرداد ۱۳۶۵   | ۱۹ شهریور ۱۳۶۷   | سید علی خامنه‌ای                    |
| علی دانش منفرد          | ۱۳۶۷            | ۱۳۷۱             | سید علی خامنه‌ایاکبر هاشمی رفسنجانی |
| سیدمحمد جهرمی           | ۳۰ خرداد ۱۳۷۱   | ۲۰ شهریور ۱۳۷۶   | اکبر هاشمی رفسنجانی                |
| غلامرضا صحرائیان        | ۲۰ شهریور ۱۳۷۶  | ۲۹ فروردین ۱۳۸۰  | سید محمد خاتمی                     |
| محمدابراهیم انصاری لاری | ۲۹ فروردین ۱۳۸۰ | ۱ آبان ۱۳۸۴      | سید محمد خاتمی                     |
| سید محمدرضا رضازاده     | ۱ آبان ۱۳۸۴     | ۲۵ آبان ۱۳۸۸     | محمود احمدی‌نژاد                    |
| روح‌الله احمدزاده کرمانی | ۲۵ آبان ۱۳۸۸    | مرداد ۱۳۹۰       | محمود احمدی‌نژاد                    |
| حسین صادق عابدین        | مرداد ۱۳۹۰      | مهر ۱۳۹۲         | محمود احمدی‌نژاد                    |
| سید محمد احمدی          | ۲۷ مهر ۱۳۹۲     | ۱۱ تیر ۱۳۹۴      | حسن روحانی                         |
| سید محمدعلی افشانی      | ۲۴ تیر ۱۳۹۴     | ۲۲ شهریور ۱۳۹۶   | حسن روحانی                         |
| اسماعیل تبادار          | ۲۲ شهریور ۱۳۹۶  | ۲۶ آبان ۱۳۹۷     | حسن روحانی                         |
| یدالله رحمانی(سرپرست)   | ۲۶ آبان ۱۳۹۷    | ۱۲ دی ۱۳۹۷       | حسن روحانی                         |
| عنایت‌الله رحیمی         | ۱۲ دی ۱۳۹۷      | ۷ مهر ۱۴۰۰       | حسن روحانی                         |
| محمدهادی ایمانیه        | ۷ مهر ۱۴۰۰      | ۱۸ مهر ۱۴۰۳      | سید ابراهیم رئیسی                  |
| حسینعلی امیری           | ۱۸ مهر ۱۴۰۳     | متصدی            | مسعود پزشکیان                      |